# Lista över offentlig konst i Kiruna kommun
Lista över offentlig konst i Kiruna kommun är en ofullständig förteckning över främst utomhusplacerad offentlig konst i Kiruna kommun. Platserna kommer i flera fall att förändras på grund av Kiruna stadsflytt.
| Titel                                   | Konstnär(er)              | Årtal | Beskrivning                  | Typ - material                        | Plats Koordinater | Bild               |
| --------------------------------------- | ------------------------- | ----- | ---------------------------- | ------------------------------------- | --- | ------------------ |
| Minnessten                              | Okänd                     | 1990  |                              | minnesten                             | vid Stadshuset i riktning mot Hjalmar Lundbohmsvägen och Stationsvägen koordinater saknas                                                                  |                    |
| Gruvarbetaren Även känd som: Gruv 12:an | Thomas Qvarsebo           | 2000  |                              | skulptur - kortenplåt                 | vid gamla Martinsson Järnaffär, nuvarande Previa, mitt emot Stadshuset 67.85317, 20.22415                                                                  | Gruvarbetaren      |
| På väg                                  | Ulrika Tapio              | 1997  |                              | skulpturgrupp - båtplaywood           | Under två tak i de runda pelarformationerna som bildar entrén till busstationen koordinater saknas                                                         |                    |
| Minnessten                              | Okänd                     | 1952  |                              | minnesten                             | på Hjalmar Lundbohmsgårdens tomt, i riktning mot Ingenjörsgatan koordinater saknas                                                                         |                    |
| Rymdsymbol                              | Erik Ståhl                | 1977  |                              | skulptur - koppar                     | utanför Hjalmar Lundbohmsskolans entré i riktning mot Linnèstigen koordinater saknas                                                                       |                    |
| Experiment                              | Allan Wallberg            | 1960  |                              | skulpturgrupp - koppar                | Hjalmar Lundbohmsskolans yttervägg i riktning mot Skolgatan koordinater saknas                                                                             |                    |
| Sittande lapp Även känd som: Lappgubben | Ingrid Geijer-Rönningberg | 1927  |                              | skulptur - svartgrå granit            | vid Parkskolan i riktning mot Kiruna kyrka koordinater saknas                                                                                              |                    |
| Lekande guldfiskar                      | Franz Brasowsky           | 1976  |                              | bassäng/fontän - mosaik               | vid Krematoriet (minneslunden), nära Kiruna kyrka koordinater saknas                                                                                       |                    |
| Lockrop                                 | Hans Lindgren             | 1965  |                              | reliefer - plåt                       | Sporthallens yttervägg efter Adolf Hedinsvägen koordinater saknas                                                                                          |                    |
| StenRipor                               | Ann-Marie Simonsson       | 1996  |                              | skulpturgrupp - betongsgraffito       | olika platser i Kiruna koordinater saknas |                    |
| Rauken                                  | Pye Engström              | 1995  |                              | skulptur/fontän - granit och kalksten | Lars Janssongatan/Föreningsgatan på den översta delen av gågatan i Kiruna centrum 67.85497, 20.2279                                                        | Rauken             |
| Björn                                   | Arvid Knöppel             | 1956  |                              | skulptur - brons, granit              | Järnvägsparkens nedre del mot Stationsvägen som går mot E 10: an koordinater saknas                                                                        |                    |
| Rälsbärarna Även känd som: Rallaren     | Torsten Fridh             | 1965  |                              | skulptur - brons, granit              | Vid nya tillfälliga järnvägsstationen (Kumla) 67.86803, 20.19988                                                                                           | Fler bilder        |
| Klockstapeln                            | Inger Olsson              | 1996  |                              |                                       | på Kupoltorget i Kiruna centrum koordinater saknas |                    |
| Porten                                  | Harry Loontjens           | 1995  |                              | skulptur - brons på granitsockel      | mitt på Kupoltorget Kiruna centrum 67.85502, 20.22555 | Porten             |
| Norrskensobelisk                        | Torolf Engström           | 1986  | ljussatt obelisk             | skulptur - stål och rostfritt stål    | Vänortstorgets parkering framför Folkets Hus 67.85578, 20.22497                                                                                            | Norrskensobelisk   |
| Talande tecken                          | Asmund Arle               | 1957  |                              | skulptur - brons                      | Ferrumparken, nedanför hotell Scandic koordinater saknas                                                                                                   |                    |
| Drömmen ut                              | Allan Wallberg            | 1953  |                              |                                       | Norrmalmskolans yttervägg ovanför lilla entrén koordinater saknas                                                                                          |                    |
| Till barn Sol och Vindar                | Einar Larsson             | 1967  |                              |                                       | vid Luossavaaraskolans inre rastgård koordinater saknas |                    |
| Snöhyllor                               | Olav Nilsson              | 1966  |                              |                                       | på vattentornets yttervägg i riktning mot Hermelinsgatan 67.85719, 20.23302                                                                                |                    |
| Brytningstid                            | Einar Larsson             | 1969  |                              |                                       | Bergaskolans yttervägg koordinater saknas |                    |
| Pojken och paddan                       | David Wretling            | 1943  |                              |                                       | i parken bakom Vilan (särskilt äldreboende) koordinater saknas                                                                                             |                    |
| Tidsstavar                              | Ingemar Callenberg        | 1974  |                              |                                       | nya Raketskolan koordinater saknas |                    |
| Sekvens ur kretsloppet                  | Toivo Lundmark            | 1995  |                              |                                       | i Rondellen mellan Kiruna och Tuolluvaara längs E10:an söderut. Ursprungligen har konstverket varit placerat i närheten av vattenverket koordinater saknas |                    |
| Pojken med stöveln                      | Okänd                     | 1961  |                              |                                       | utanför före detta ICA-affären och nedanför Hembygdsgården i Svappavaara 67.64645, 21.04992                                                                | Pojken med stöveln |
| Med fulla segel                         | Ingemar Callenberg        | 1966  |                              |                                       | Svappavaara skola, på skolgården intill sporthallen koordinater saknas                                                                                     |                    |
| Ouroboros                               | Hans Jörgen Johansen      | 2000  |                              | Skulptur                              | Institutet för rymdfysik koordinater saknas |                    |
| Termonoder                              | Markus Lantto             | 2009  |                              | Skulptur - rostfritt stål, rgb-lampor | En vid varje sameskola i Kiruna respektive Karesuando koordinater saknas                                                                                   |                    |
| Totem                                   | Oskar Aglert              | 2012  |                              | Skulptur                              | Ädnamvaaraleden, vid den nya järnvägen koordinater saknas                                                                                                  |                    |
| Bergtagen                               | Lena Kriström             | 2008  |                              | skulptur - magnetit                   | Camp Ripan 67.86084, 20.24011 | Bergtagen          |
| Okänd titel                             | Åke Vallin                |       | skulptur i formen av en ripa | skulptur                              | Camp Ripan, utanför receptionen koordinater saknas |                    |